# Evangelische Kirche (Pržno)

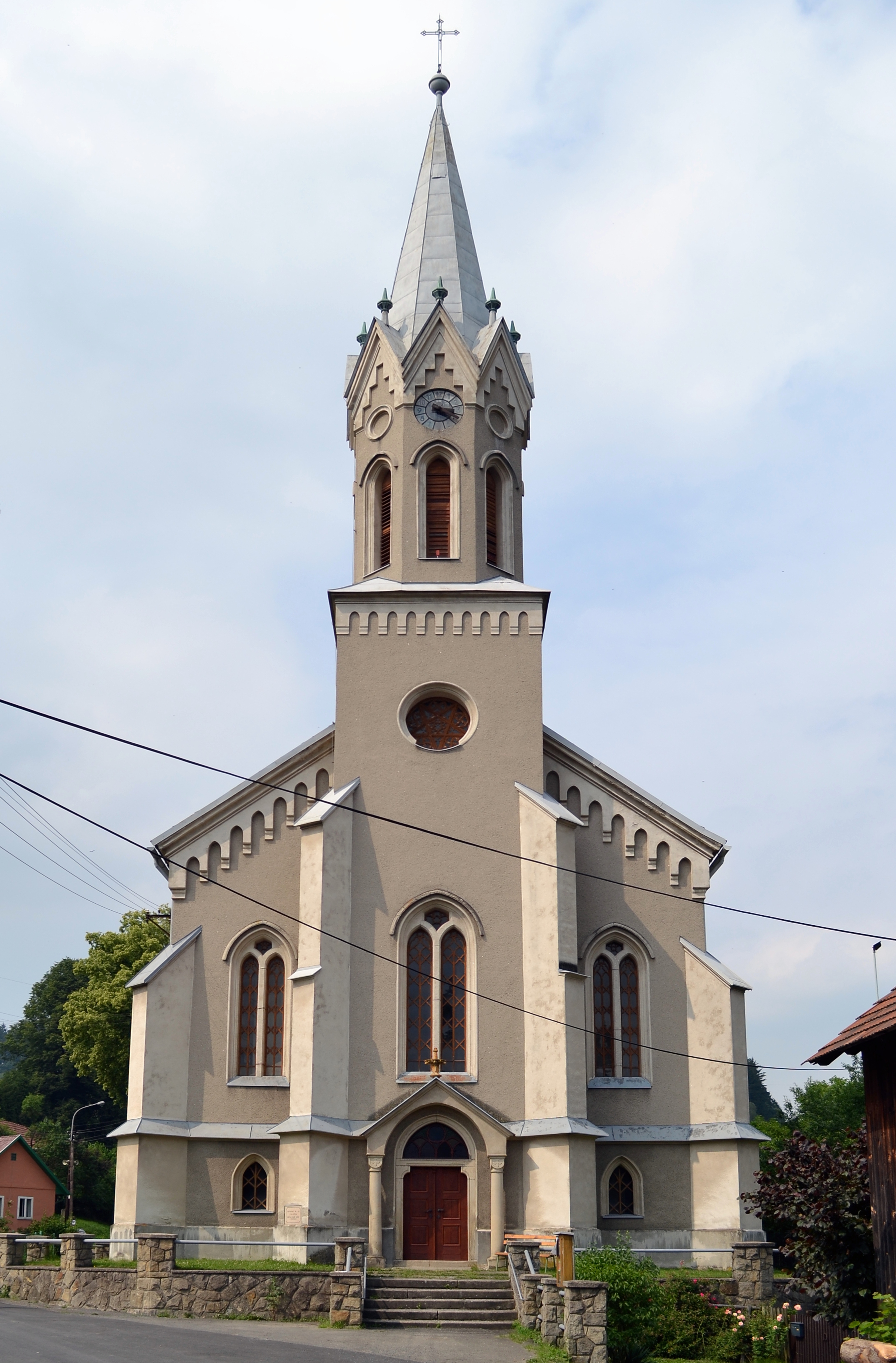
Evangelische Kirche in Pržno

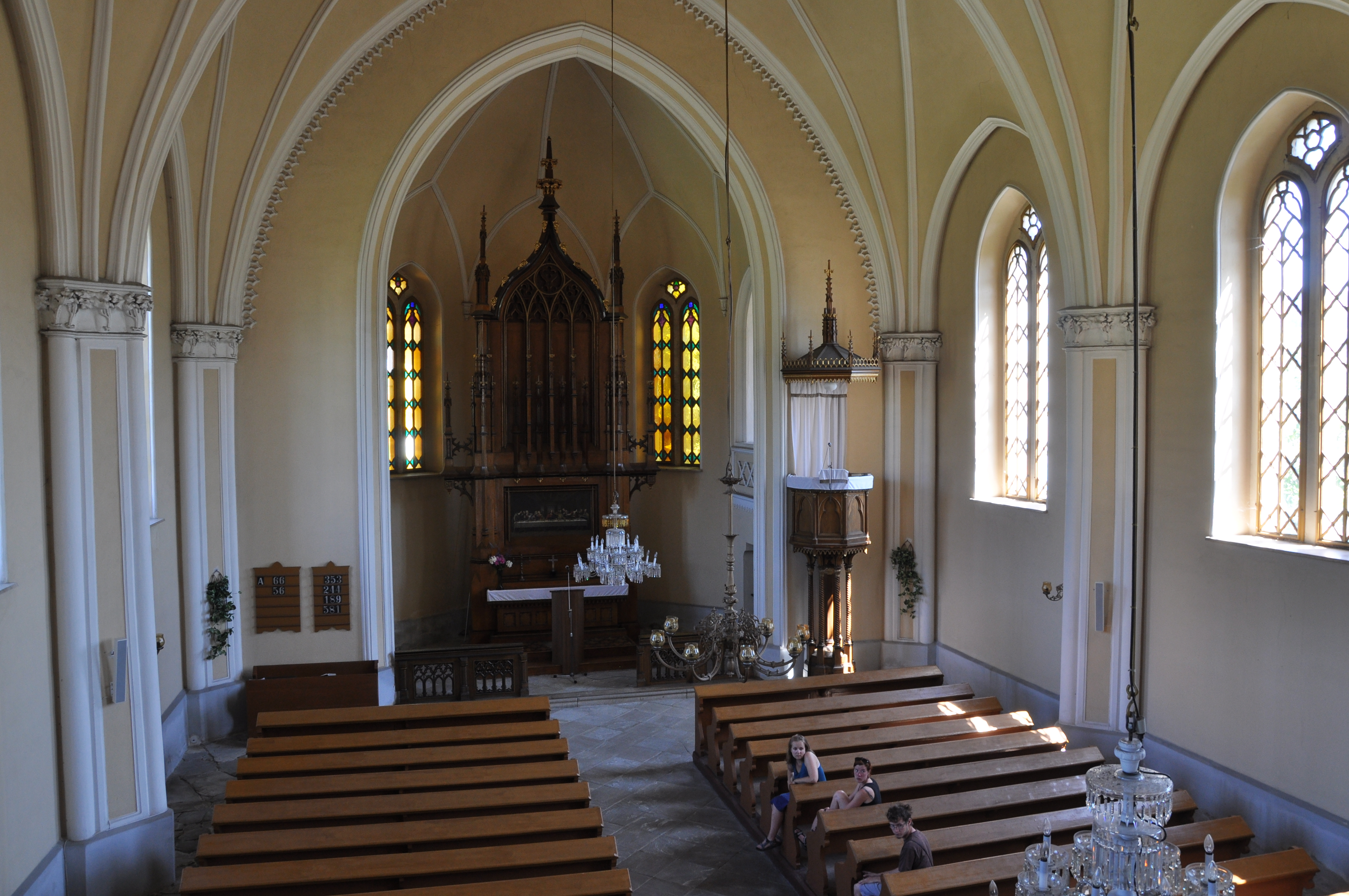
Kirchenraum

Die Evangelische Kirche ist ein protestantischer Kirchenbau in Pržno u Vsetína (deutsch Preschno), einer Gemeinde in der Mährischen Walachei im Okres Vsetín in Tschechien.

## Geschichte
Die Stadt Pržno hatte sich im mittleren 16. Jahrhundert der Reformation zugewandt, war aber mit Beginn des Dreißigjährigen Krieges rekatholisiert worden. Ab 1700 wurde die Pfarrei von Jesuiten verwaltet, wenngleich die meisten der Bewohner protestantisch gesinnt blieben. Erst nach dem Toleranzpatent Josephs II. entstand 1782 in Pržno wieder eine evangelische Gemeinde, die bereits am 15. Mai 1783 den Grundstein zu einem eigenen Kirchenbau legen konnte. Diese ältere Backsteinkirche wurde, nachdem das Protestantenpatent von 1861 die Gleichstellung der Protestanten im Habsburgerreich garantiert hatte, in den Jahren 1866 bis 1872 durch eine neue Kirche nach dem Entwurf von Václav Urbanek aus dem benachbarten Vsetín ersetzt. Am 5. Juli 1866 wurde der Grundstein zu der neuen Kirche gelegt, die am 27. Oktober 1872 fertiggestellt und eingeweiht wurde. Seit 1945 befindet sich die Kirche im Besitz der Evangelischen Kirche der Böhmischen Brüder.

## Architektur
Nach den Vorgaben des 1861 veröffentlichten Eisenacher Regulativs für die Gestaltung protestantischer Kirchenbauten ist die Kirche in Anlehnung an mittelalterliche Baustile als eine in neugotischen Bauformen errichtete Saalkirche mit polygonalem Altarhaus und einem schlanken eingangsseitigen Kirchturm errichtet, der über Firsthöhe der Kirche in ein übergiebeltes oktogonales Glockengeschoss mit Steilhelm übergeht. Der Kirchenraum ist über Bündelpfeilern kreuzrippengewölbt.
Der hohe neugotische Altar besitzt in seiner Predella eine Kopie des Letzten Abendmahls von Leonardo da Vinci, angefertigt vom Maler J. Berger aus Nové Jičín, die Orgel wurde von Karl Neusser, ebenfalls aus Nové Jičín, erbaut.